# Вікіпедія мовою ладіно

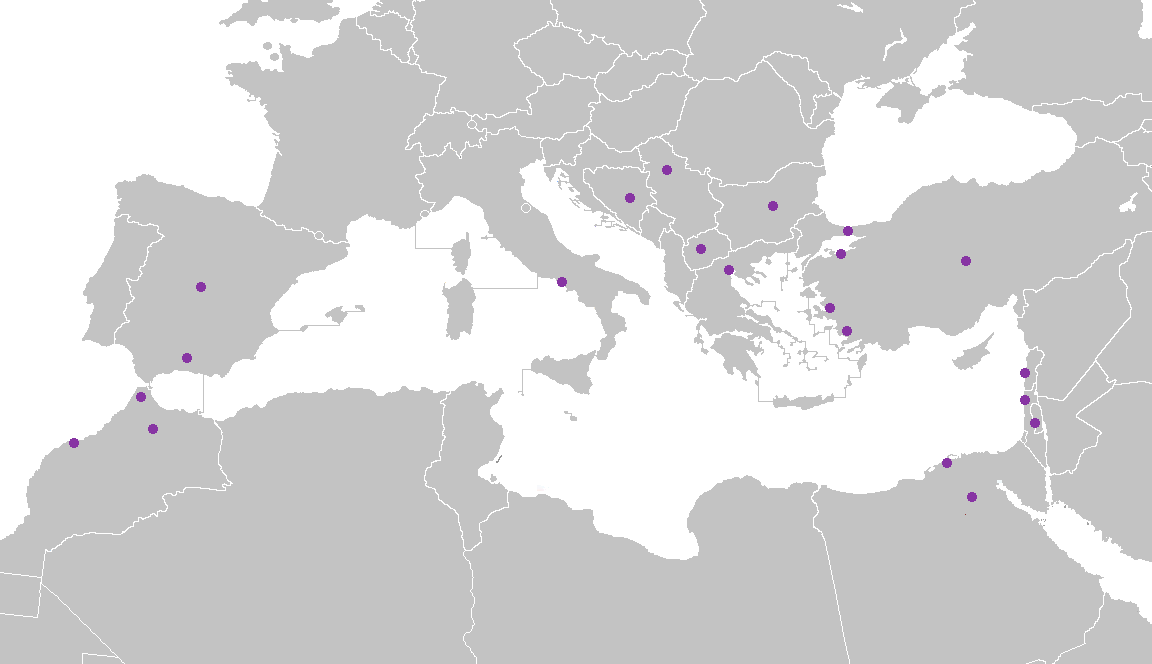
Локації носіїв мови.

Вікіпедія мовою ладіно (ладіно Vikipedya en lingua Judeo-Espanyola) — розділ Вікіпедії мовою ладіно (єврейсько-іспанською). Створена у 2005 році. Вікіпедія мовою ладіно станом на 26 березня 2025 року містить 3815 статей, 22 926 зареєстрованих користувачів, 29 активних дописувачів, 4 адміністраторів
. Загальна кількість сторінок у Вікіпедії мовою ладіно — 13 472, редагувань — 214 141, завантажених файлів — 21
. Глибина (рівень розвитку мовного розділу) Вікіпедії мовою ладіно велика і становить 101.9 пунктів
.

## Історія
- Лютий 2006 — створена 100-та стаття[3].
- Вересень 2006 — створена 1 000-на стаття[3].
- Липень 2009 — створена 2 000-на стаття[4].